# ハーン -草と鉄と羊-
『ハーン -草と鉄と羊-』（ハーン くさとてつとひつじ）は、瀬下猛による日本の漫画。『モーニング』（講談社）にて2018年2・3合併号から2020年12号まで連載された。義経＝チンギス・ハン説を元に構成されていて、源義経が後のチンギスハーンであるテムジンとして生きる様を描く。

## あらすじ
壇ノ浦の戦いで源氏を勝利に導いた源義経は、兄・頼朝から追われ、蝦夷地に逃げていた。しかし、そこでも追っ手に追われ、船に乗り込んで逃げようとしたが、その船は難破、着いた先はだだっ広いユーラシア大陸。彼は復讐に囚われた人生を捨て、テムジンと名を変えて、新たに生きることを決意した。

## 登場人物

### 主人公
源義経/テムジン
平家を滅ぼした英雄である源義経その人物。兄・源頼朝の不信を買い、謀殺されかけるも蝦夷地まで逃げて、その後大陸へと渡る。金国に逃れ、学者の家に上がり込み、そこで中国語を学びながら、娘のジンリーと恋仲となる。しかし、タタールに村が襲撃され、学者とジンリーが殺される。その後、オンハーンの奴隷にされる。そこでジャムカに出会い、共にケレイト行く。そこで将軍になるまで出世するもののオン・ハーンに謀反がバレて殺されかける。
そこでイェスゲイの一家に流れ着き、一悶着あったが一族の長として迎えられる。
長髪の美男子であり、多くの女性に好意を持たれる。剣術においては騎馬民族ですら敵わない。日本では魚と米を食べていたため、羊の肉が食べられなかった。
日本でもモンゴルでも、慣例を無視したり、自分に有利になるような戦法を取るため、姑息と言われることもある。

### モンゴル部

#### キャト氏
ボォルチュ
オンハーンに追われたテムジンを助け、共にイェスゲイの一家に流れつく。
カサル
イェスゲイの長男。体が大きく、テムジンと対立するがその後和解し、一族へと向かい入れる。
ベルクテイ
ホエルン
カサルの母。イェスゲイに一目惚れして妻となった。最初はテムジンの姑息な戦法に嫌悪を持ったが、その後受け入れられる。
ボルテ
オンハーンの元にいた美女。羊の世話や家事をやらない怠け者である。一方で西洋の絵を持つなど好奇心が旺盛。
義経に合い、惹かれて行く。メルキトに攫われた時に助けてもらい正式に妻となり、ジュチを産む。
ジェルメ

#### ジャダラン氏
ジャムカ
スキンヘッドで、僧侶のような格好している。オンハーンと組み、タタールを潰すが、その後オンハーンの奴隷となる。後に出世して、テムジンとなった義経に再会する。　
タイチャル

#### タイチウト氏
タルグタイ
ジルグアダイ

#### スルドス氏
デイ・セチェン
チラウン

### コンギラト
デイ・セチェン
アルチ

### ケレイト
オン・ハーン
ブフの達人であり、義経とジャムカを利用しタタールを攻撃した。キリスト教徒でもある。
イルハ・セングン
ザハ

### メルキト
トクトア・ベキ

### タタル
メグジン・セウルト

### 金
完顔襄
金売り吉次

### 西遼
耶律直魯古

### その他
イルハン

## 書誌情報
- 瀬下猛 『ハーン -草と鉄と羊-』講談社〈モーニングKC〉、全12巻
  1. 2018年4月23日発売[2]、ISBN 978-4-06-511289-2
  2. 2018年6月22日発売[3]、ISBN 978-4-06-511713-2
  3. 2018年8月23日発売[4]、ISBN 978-4-06-512539-7
  4. 2018年10月23日発売[5]、ISBN 978-4-06-513537-2
  5. 2018年12月21日発売[6]、ISBN 978-4-06-513923-3
  6. 2019年3月22日発売[7]、ISBN 978-4-06-514957-7
  7. 2019年5月23日発売[8]、ISBN 978-4-06-515479-3
  8. 2019年7月23日発売[9]、ISBN 978-4-06-516514-0
  9. 2019年9月20日発売[10]、ISBN 978-4-06-517642-9
  10. 2019年11月21日発売[11]、ISBN 978-4-06-517760-0
  11. 2020年1月23日発売[12]、ISBN 978-4-06-518249-9
  12. 2020年4月23日発売[13]、ISBN 978-4-06-519208-5